# Impact
Pour les articles homonymes, voir Impact (homonymie).

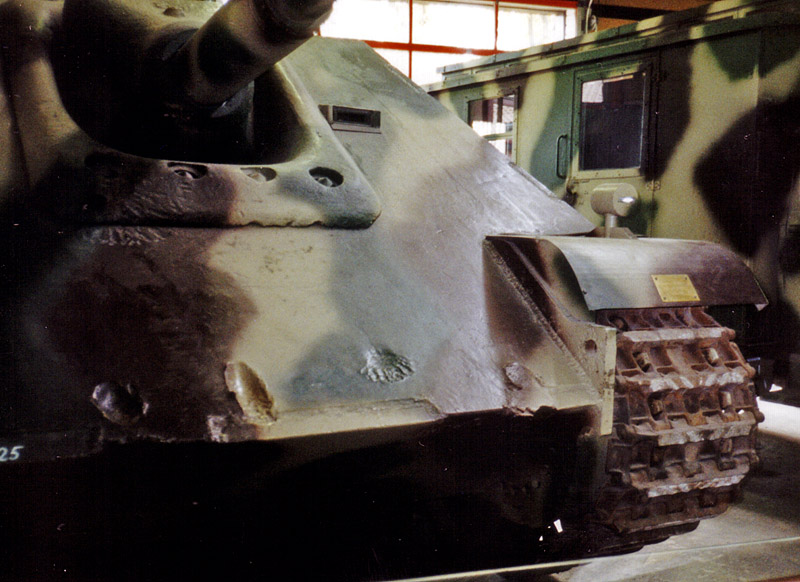
Impacts d'artillerie lourde sur le blindage d'un Jagdpanzer V.

Un impact (du latin impactum supin de impigere « frapper contre ; jeter contre ; heurter ») est une collision entre deux corps.
Le mot employé au sens figuré est un anglicisme pour « répercussion », « incidence » ou « conséquence ». Il est usité dans ce sens pour désigner, notamment, des conséquences environnementales, sociales ou économiques, particulièrement en ce qui concerne leurs effets négatifs.

## Aspects sémantiques et langue française
Ce mot est utilisé en physique, et au sens figuré (par mésemploi venant de l'anglais, comme synonyme de conséquence, d'effet, de répercussion, etc. « dans la langue journalistique et publicitaire notamment » ; dans ce dernier cas, il évoque un effet de choc ou plus simplement un retentissement d'une action, d'un évènement, d'une information, d'un discours, etc. sur quelqu'un ou quelque chose).
L’Académie ne considère pas encore le mot impact dans sa 8e édition (1932-1935). La 9e édition (dont la publication a commencé en 1994), précise à son propos : « 1. Choc d’un projectile contre un corps. Point d’impact, endroit où un projectile vient frapper. Le point d’impact d’une météorite. Par métonymie : Trace, trou qu’un projectile laisse à l’endroit qu’il a heurté. Des impacts de balles. 2. Fig. : Effet violent, vive répercussion. L’impact du « J'accuse… ! » d’Émile Zola sur l’opinion. C’est par une extension abusive qu’on emploie impact en parlant d’une influence diffuse ou générale ». Pourtant, le Grand dictionnaire des difficultés de la langue française d’Adolphe Thomas (1971) ne condamnait pas encore cette utilisation. Et le sens étendu de répercussion était attesté par le Dictionnaire Robert historique vers 1955 (mais sans citer le verbe dérivé « impacter »).
Le sens figuré, s'il semble passé dans le langage commun par effet de métaphore et/ou métonymie, n'est pas accepté par tous les dictionnaires, et le sens d'une « Vive répercussion produite (sur l'opinion) » est, selon le Trésor de la langue française, « rejeté par les puristes ». C’est par une extension abusive qu’on emploie « Impact en parlant d’une influence diffuse ou générale ». Employer le pseudo-verbe « impacter » en remplacement de affecter, influer sur, toucher, concerner, modifier, transformer, etc., est de ce point de vue une erreur.
Jean Girodet condamne le mot employé au sens étendu (sens figuré abusif) mais pas au sens figuré en tant que tel. Puis le sens figuré « étendu » est accepté par Daniel Péchoin et Bernard Dauphin dans le Grand dictionnaire des difficultés et pièges de la langue française (1998-2001) ; ils y considèrent que « Impact » est aujourd’hui employé non seulement dans son premier sens de « heurt d’une chose contre une autre, choc », mais également au sens figuré de « influence forte », voire d’« influence en général » : une étude d’impact (= étude de l’influence qu’aura sur le milieu naturel une installation industrielle) ; l’impact d’un écrivain, l’impact d’une publicité. Cet emploi est aujourd’hui si courant qu’il ne peut plus être considéré comme fautif[réf. nécessaire].
L'Office québécois de la langue française considère qu'il s'agit là d'un emprunt à l'anglais et que « en français, ce verbe n’est accepté sans réserve que dans le domaine de la médecine ». Elle propose de le remplacer par les verbes percuter, concerner, influencer, intéresser, toucher, viser, etc., selon le contexte.

## Sciences et techniques

### Astronomie
Les impacts entre planétésimaux puis entre planètes et petits corps ont joué un rôle essentiel dans la formation et l'évolution du Système solaire, puis dans l'histoire des planètes. La formation de la Lune et une partie au moins des extinctions massives sont probablement la conséquence de gros impacts.

### Physique
Initialement, l’impact désigne habituellement le choc d'un projectile à l'endroit de sa chute, appelé « point d'impact ».
Par extension et métonymie, un impact peut être le trou laissé par le projectile au moment de l'impact.

## Gestion des risques, évaluation socioéconomique et environnementale
Le mot « impact » a été utilisé par extension dans la langue anglaise pour désigner les retentissements (indirects ou non) d'un événement, d'un processus, d'une activité, d'une infrastructure sur l'environnement, la santé, l'économie, etc.
Il est entré par la suite (au XXe siècle seulement semble-t-il) dans la langue française, par traduction littérale[réf. nécessaire].
On le retrouve aujourd'hui couramment utilisé par exemple dans l'expression « étude d'impact » dans les domaines de l'environnement, du social, de l'économie, de l'éducation ou de la santé, pour étudier les effets d'une politique. Dans le domaine de l'évaluation des chercheurs ou de la portée des articles scientifiques par indicateur bibliométrique, on parle de « facteur d'impact ».
Une convention internationale, dite Convention d'Espoo (1991), porte ainsi sur l'évaluation, la réduction et l'évitement des impacts environnementaux transfrontaliers.

## Dans le domaine de l'économie, du commerce et de la gestion
Dans ce contexte l'impact concerne les effets sur les affaires d'une organisation, notamment sur les niveaux de services convenus et attendus, les concurrents, le marché et les clients. On distingue les effets ou conséquences attendus et les effets inattendus d'un événement sur le projet, sur l'actif informationnel ou sur l'environnement, et qui peut influer sur l'atteinte des objectifs de l'organisation.

## Connotation
En français, l'impact correspond souvent aux effets négatifs d'une action, d'un évènement, d'une construction ou d'un changement de contexte : impacts environnementaux (effets sur les écosystèmes, les services écosystémiques, les espèces, etc.), impacts sanitaires (effets sur la santé), impacts psychosociaux, impacts économiques (les pertes financières induites, et plus généralement à l'impact sur les objectifs fondamentaux de l'organisation, tous n'étant pas traduisibles en termes financiers).
L'impact potentiel est l'un des éléments de la vulnérabilité. On parle parfois de « gravité ».